# Plakinidae
Plakinidae é uma família de esponjas marinhas da ordem Homosclerophorida.

## Gêneros
- Corticium Schmidt, 1862
- Placinolopha Topsent, 1897
- Plakina Schulze, 1880
- Plakinastrella Schulze, 1880
- Plakortis Schulze, 1880
- Tetralophophora Rützler, Piantoni, van Soest & Díaz, 2014